# 内山力 (会計学者)
内山 力（うちやま ちから、1929年1月3日 - 1990年1月5日）は、日本の会計学者。元中央大学商学部長。日本簿記学会発起人。中央大学商学部教授在任中に死去し、死後内山力奨学基金が創設された。

## 来歴・人物
新潟県柏崎市出身。1953年中央大学商学部卒業、1957年一橋大学大学院商学研究科修士課程修了。指導教官は飯野利夫。1979年中央大学監査部長。1985年中央大学商学部長、日本簿記学会発起人。指導学生に星野一郎広島大学教授など。中央大学商学部教授在任中の1990年に死去。死後、1991年に内山力奨学基金が設立された。

## 著書
- 『現代簿記原理』中央経済社 1981年
- 『企業金融の会計 : 金融商品・国際取引の会計処理』同文舘出版 1990年